# Quạ mỏ nhỏ
Quạ mỏ nhỏ (danh pháp hai phần: Corvus corone) là một loài quạ thuộc họ Corvidae có nguồn gốc ở Tây Âu và Đông Á. Quạ mỏ nhỏ là một trong nhiều loài được Linnaeus mô tả lần đầu trong tác phẩm Systema Naturae viết trong thế kỷ 18 và nó vẫn mang tên ban đầu là Corvus corone. Danh pháp hai phần có nguồn gốc từ tiếng Latinh corvus nghĩa là "quạ", và tiếng Hy Lạp κορωνη/corone nghĩa là "quạ"..

## Phân loài
- C. c. corone Linnaeus, 1758: Tây Âu.
- C. c. orientalis Eversmann, 1841: Trung và Đông Á.	Quần thể Viễn Đông (orientalis) của quạ mỏ nhỏ là khác biệt về mặt di truyền và có thể xứng đáng với địa vị loài.[5]

## Hình ảnh

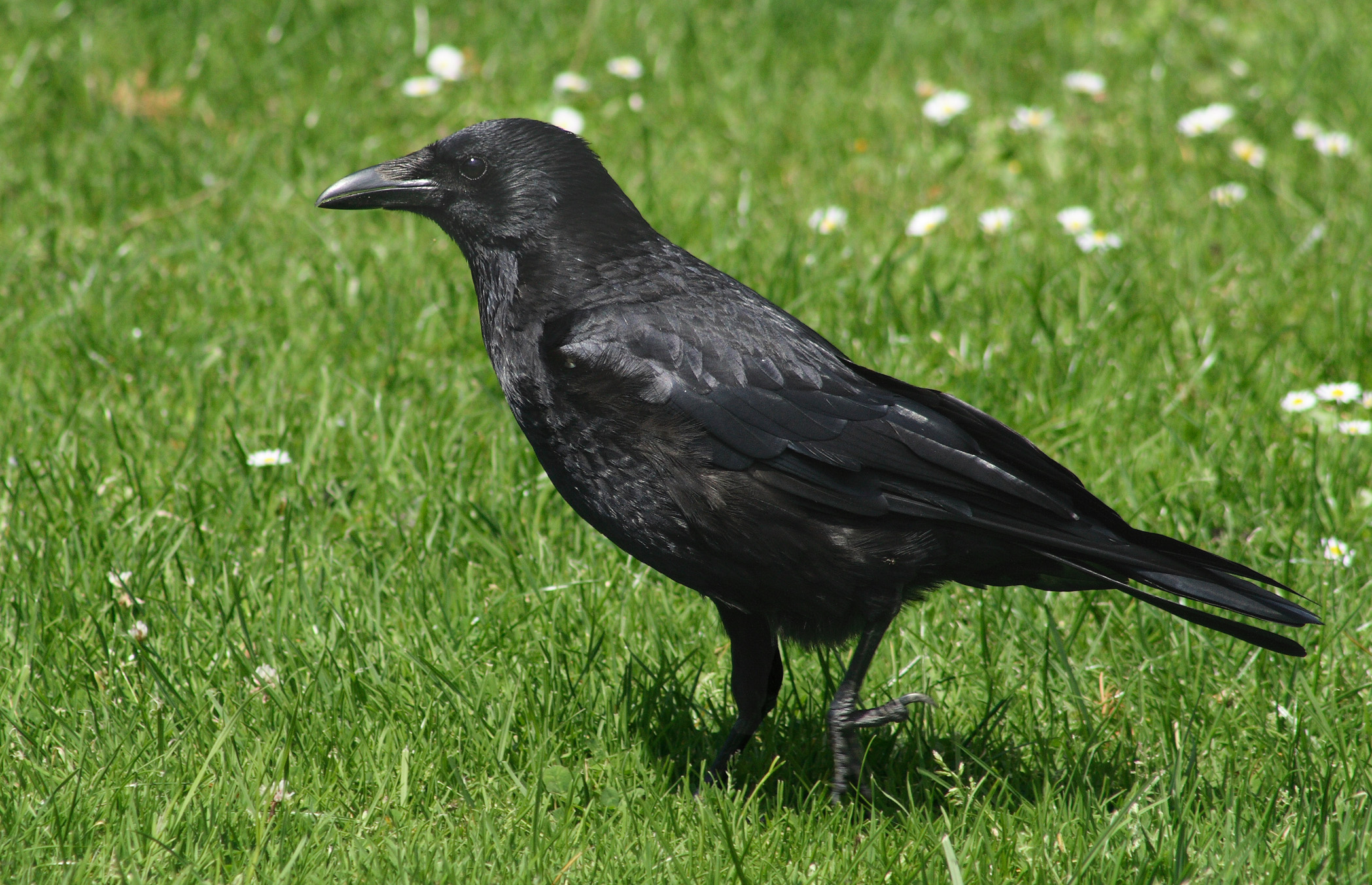
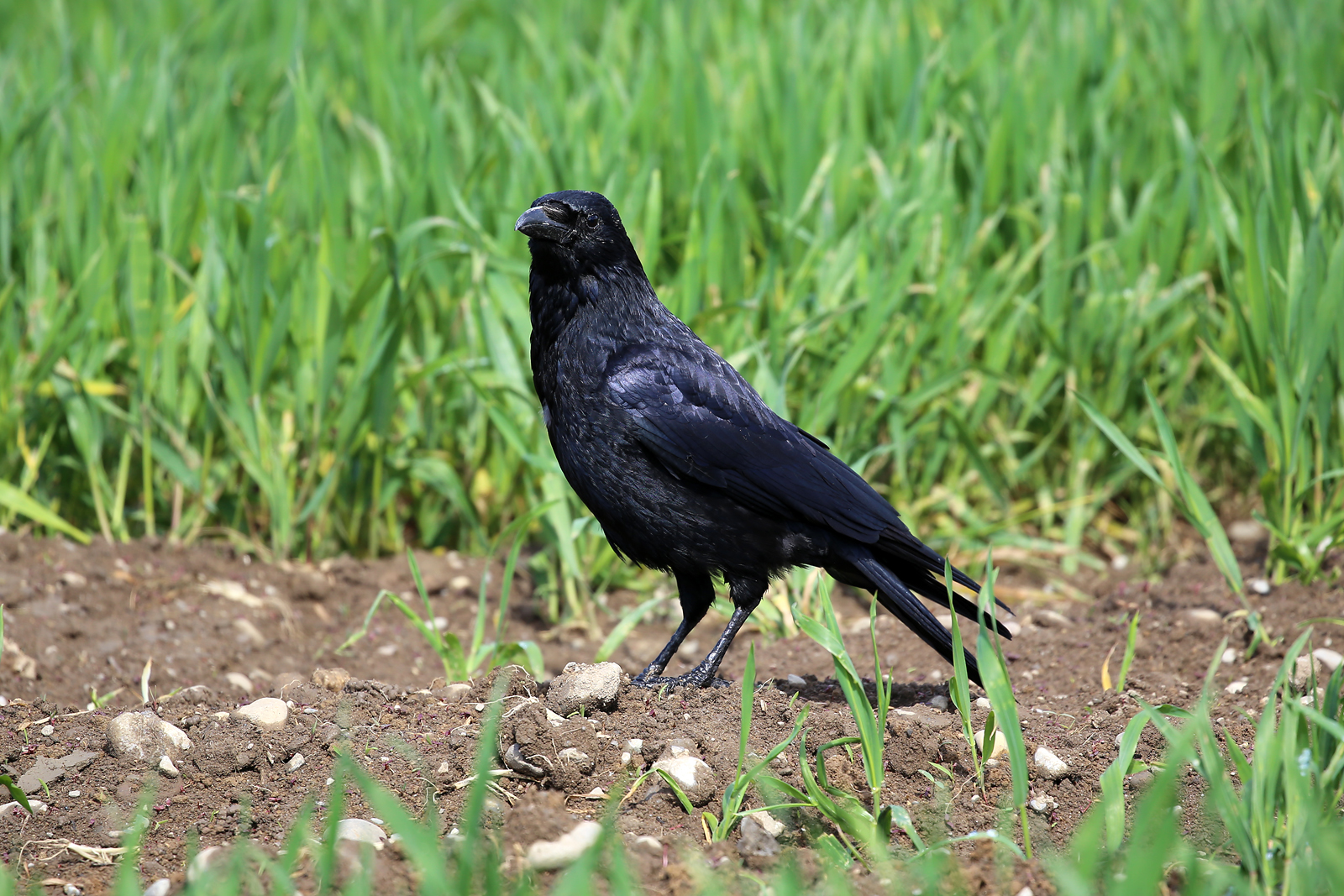
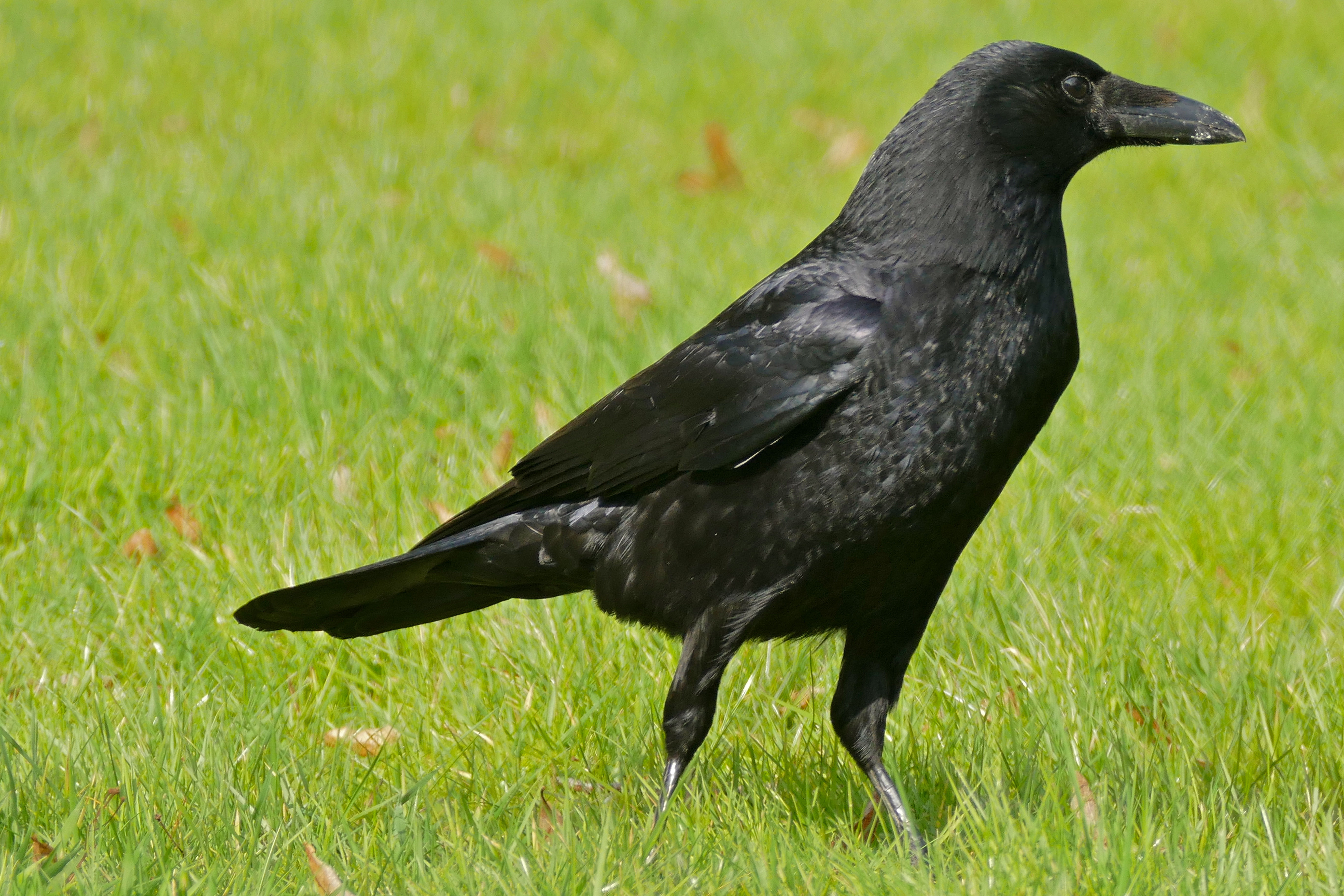
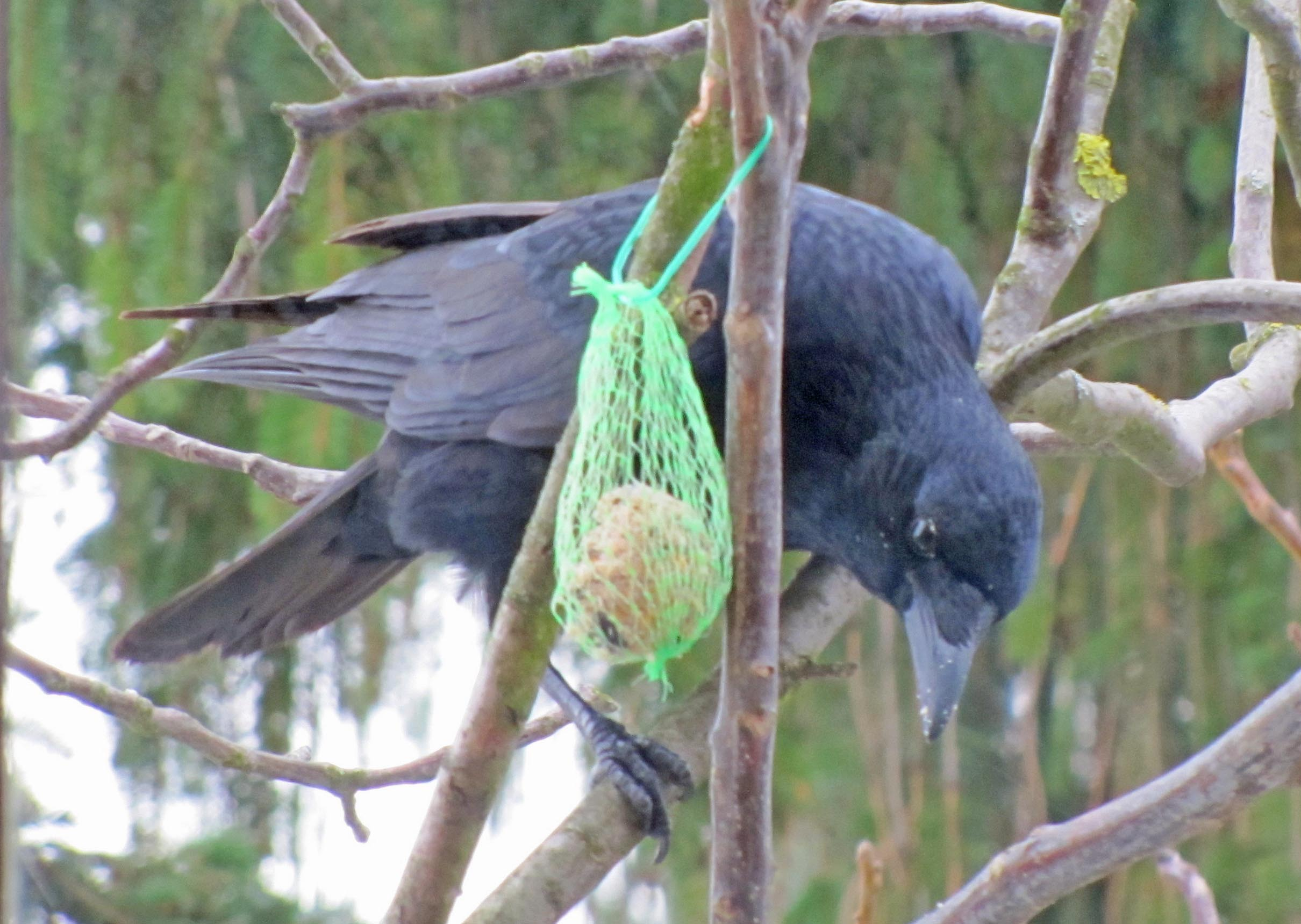
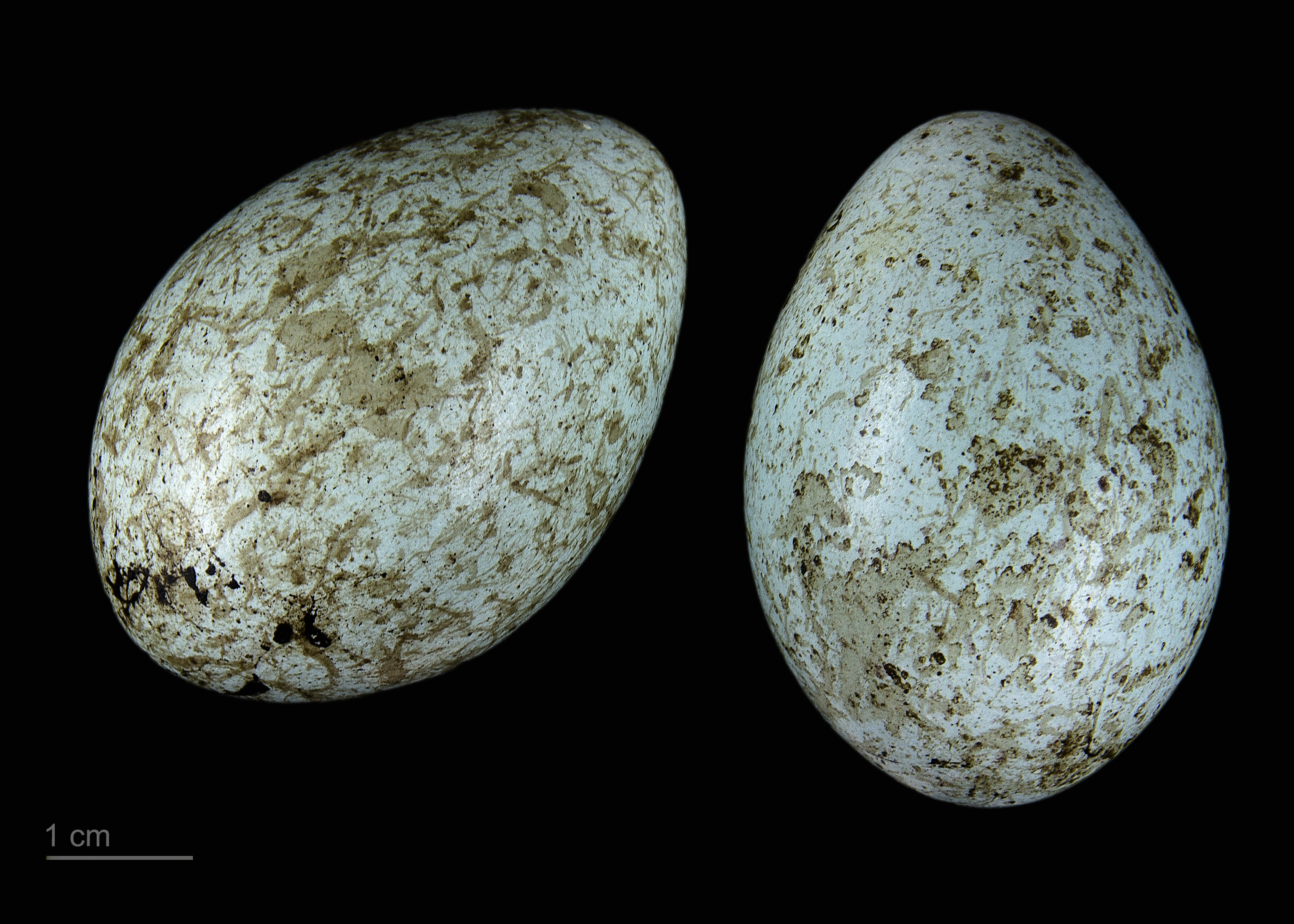
Corvus corone corone